# Fincastle (Virginie)
Pour les articles homonymes, voir Fincastle.
La ville américaine de Fincastle est le siège du comté de Botetourt, dans l’État de Virginie. Lors du recensement de 2010, sa population s’élevait à 353 habitants.

## Source
- (en) Cet article est partiellement ou en totalité issu de l’article de Wikipédia en anglais intitulé « Fincastle, Virginia » (voir la liste des auteurs).